# Per-Samuel Nisser
Per-Samuel Henrik Nisser, född 19 oktober 1958 i Alsters församling i Värmlands län, är en svensk politiker (moderat). Han var ordinarie riksdagsledamot 1998–2002, invald för Värmlands läns valkrets.

## Biografi
Per-Samuel Nisser är son till riksdagsledamoten Per-Erik Nisser.[källa behövs]
Han var 1998–2002 riksdagsledamot för Värmlands läns valkrets. I riksdagen var Nisser ledamot i miljö- och jordbruksutskottet 2001–2002. Han var även suppleant i konstitutionsutskottet, miljö- och jordbruksutskottet och sammansatta konstitutions- och utrikesutskottet.
Nisser var kommunstyrelsens ordförande i Karlstads kommun 2010–2022.